# 玛丽亚皇后号战列舰
“玛丽亚皇后”号战列舰（俄语：Императрица Мария）是三艘建于第一次世界大战期间的俄罗斯帝国海军玛利亚皇后级无畏舰中的首舰。一战期间，该舰隶属于黑海舰队，并在1915年掩护俄国海军老式前无畏舰轰炸奥斯曼帝国军事设施。该舰曾多次与奥斯曼帝国海军轻巡洋舰“米迪利”号（原德意志帝国海军“布雷斯劳”号）交火，但并未造成严重的损害。1916年末，该舰在塞瓦斯托波尔锚地因弹药库爆炸而沉没，造成228名舰员丧生。之后该舰被打捞起来，但其状态非常糟糕，不堪再用。在俄国内战结束后的1926年，该舰最终被拆解。

## 设计

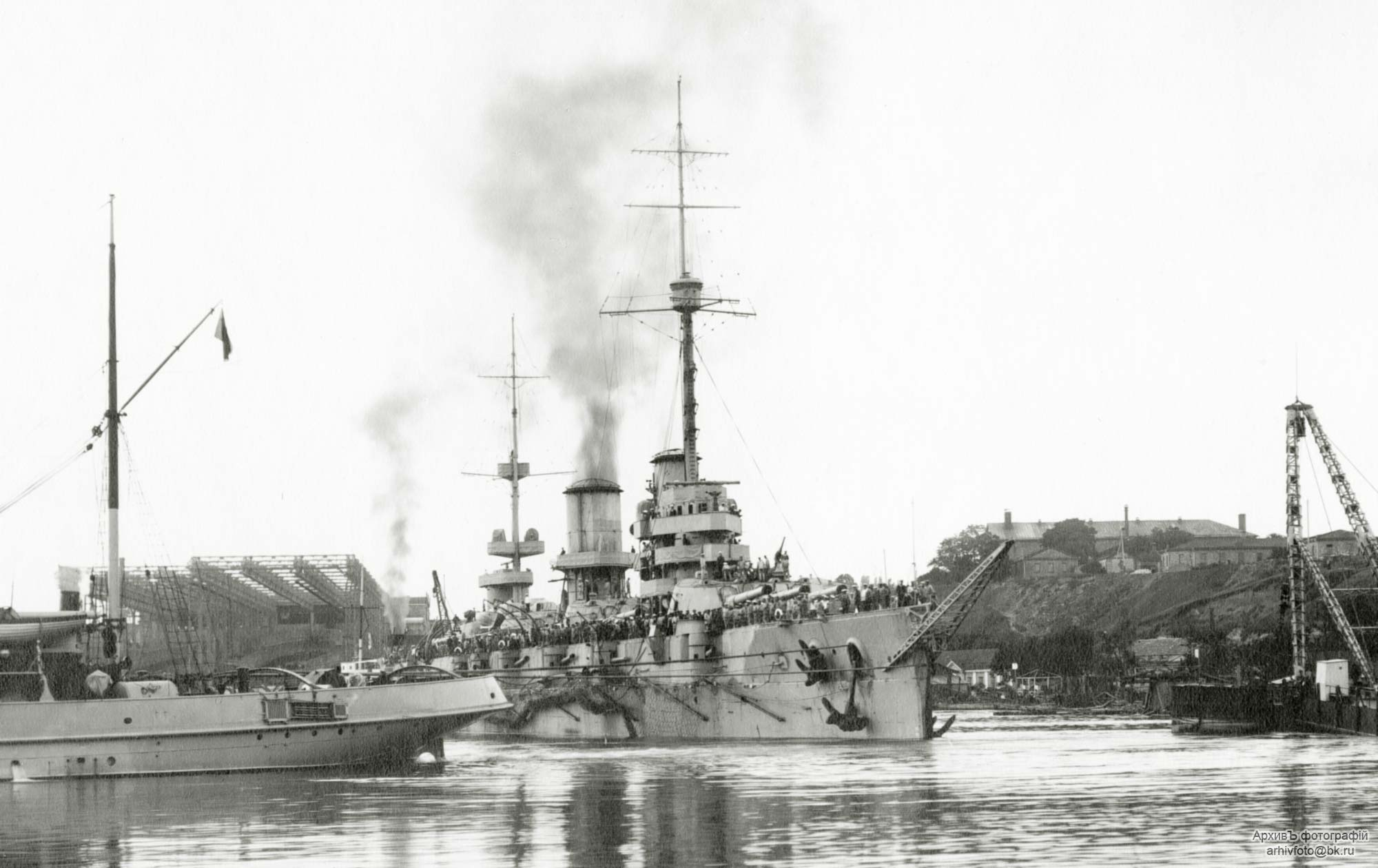
1915年6月24日，“玛丽亚皇后”号停泊在锚地，该舰舰首上的结构是一个系泊吊杆，而不是船首斜桅。

“玛丽亚皇后”号水线长168（551英尺2英寸），舷宽27.43（90英尺0英寸），吃水深8.36（27英尺5英寸）。满载时，该舰排水量为23,600長噸（23,979公噸），比设计排水量22,600長噸（22,963公噸）多出1,000長噸（1,016公噸）。服役期间，该舰被证实前倾严重，导致前部炮廓大量进水。为了补偿前倾，前部炮塔的12英寸（305）炮弹装载量从每门100发减少到70发，130（5.1英寸）炮弹量从每门245发减少到100发。但这并未完全解决问题，而在进一步改善落实前，“玛丽亚皇后”号就已经失事。
该舰装备了四台从英国约翰·布朗公司进口的帕森斯式蒸汽涡轮机。它们的总设计功率为26,000匹軸馬力（19,000千瓦特），但在海试中，通过使用20台三角形亚罗式混合燃烧锅炉产生的蒸汽， 工作压力为17.5標準大氣壓（1,770千帕斯卡；260磅力每平方英寸），产生33,200匹軸馬力（24,757千瓦特）功率。设计速度为21節（39每小時；24英里每小時）。其最大煤炭容量为1,700長噸（1,727公噸），再加上500長噸（510公噸）的燃油，使其在最大速度下的航程达1,640海里（3,040；1,890英里）。舰上所有电力均由三台柯蒂斯360千瓦特（480匹馬力）主发电机和两台200千瓦特（270匹馬力）的辅助单元产生。
该舰的主武装包括12门12英寸奥布霍夫1907型炮，安装在舰船长度上分布的四座三联装炮塔上。副武装包括安装在炮廓中的20门130毫米B7型1913年式炮。它们被分成两组，从前炮塔到后烟囱每侧各6门，剩余的4门集中布置在后炮塔周围。该舰还配备了四门75（3英寸）高射炮，每座炮塔的顶部各安装一门。此外还装备了4具17.7英寸（450）水下鱼雷发射管，每侧前弹药库后方各安装两具。

## 服役
“玛丽亚女皇”号以沙皇尼古拉二世的母亲玛丽亚·费奥多罗芙娜皇后的名字命名，由俄罗斯帝国尼古拉耶夫的鲁苏德造船厂建造。该舰于1911年10月30日与其姊妹舰“亚历山大三世皇帝”号以及“叶卡捷琳娜二世”号一起安放龙骨。但这仅是一场仪式性事件，因为其最终设计方案尚未确定，合同也未签署。该舰于1913年10月19日下水，并于1915年7月13日抵达塞瓦斯托波尔，在接下来的几个月里完成了舾装并进行了海试。10月1日，该舰加入黑海舰队并掩护俄罗斯帝国海军旗下老式的前无畏舰队轰击科兹鲁、宗古尔达克和卡拉德尼兹埃雷利的战略目标。当月20日至22日，该舰随同当旧式战列舰炮击保加利亚的军事目标，然后在10月27日独自轰击了瓦尔纳。1916年4月4日，奥斯曼帝国轻巡洋舰“米迪利”号与“玛丽亚皇后”号遭遇，在对手逃离前，“玛丽亚皇后”号曾数次险些命中目标。三个月后，由于拦截到的无线电信号，“玛丽亚皇后”号与“叶卡捷琳娜二世”号从塞瓦斯托波尔出动，试图拦截1916年7月4日从俄罗斯港口图阿普谢返航的奥斯曼战列巡洋舰“严君塞利姆苏丹”号。但“严君塞利姆苏丹”号向北沿着保加利亚海岸线向博斯普鲁斯海峡航行，成功避开了俄罗斯舰队。“米迪利”号在7月21日在新罗西斯克港口布设水雷，但俄军再次拦截到的无线电信息，并试图在“米迪利”号返回途中将其拦截。次日，“米迪利”号在追击俄罗斯驱逐舰“幸福”号时，被引诱进入了“玛丽亚皇后”号的火力射程。但“米迪利”号最终还是成功逃脱，仅受到些许擦伤。

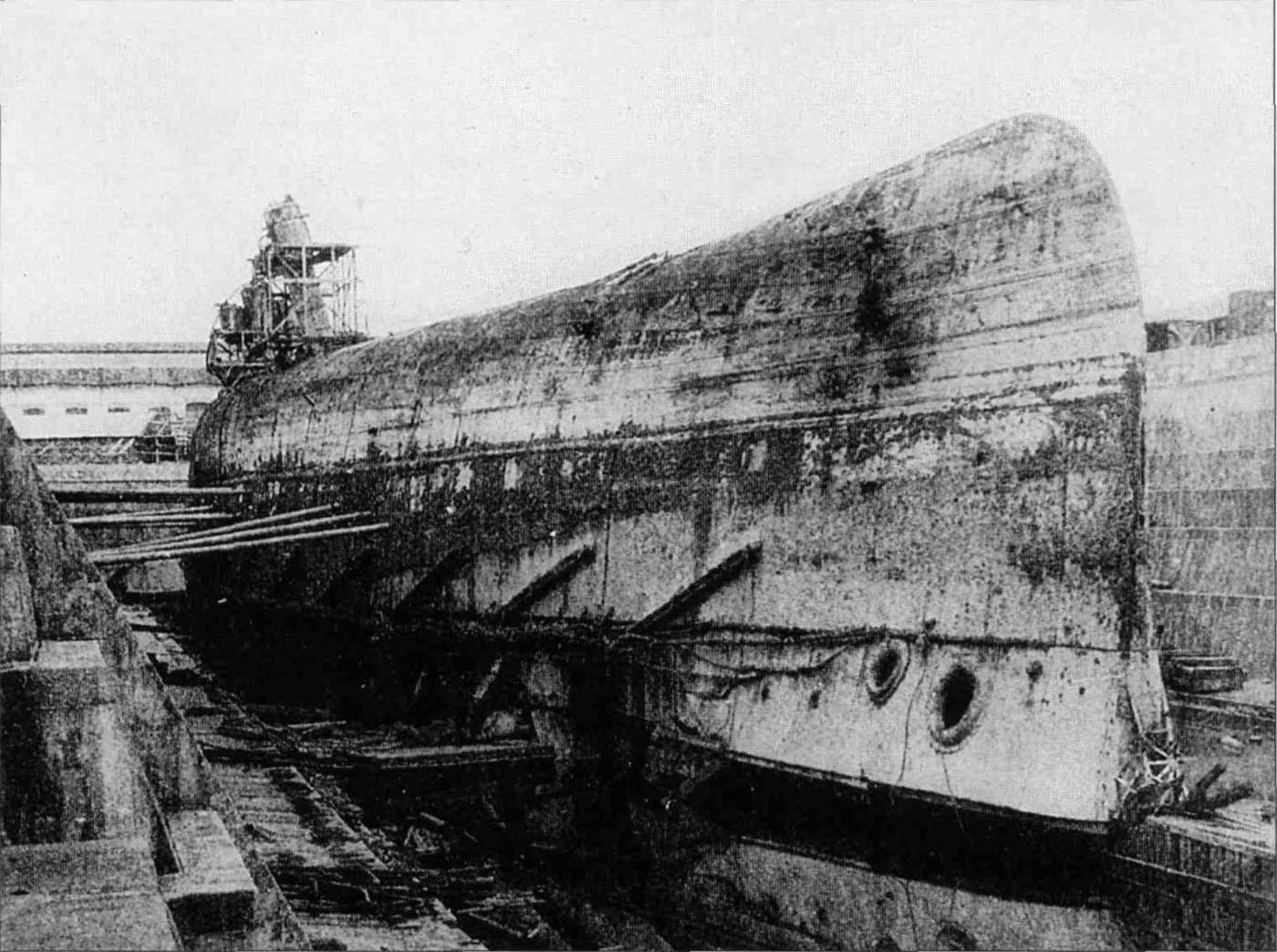
1919年打捞起来后的“玛丽亚皇后”号舰体

1916年10月20日上午，当“玛丽亚皇后”号停泊在塞瓦斯托波尔锚地时被发现舰首弹药库起火，但还没来得及采取任何行动舰体就发生了爆炸。然而，由机械工程师中尉伊格纳季耶夫带领的水手们设法以牺牲自己的生命为代价在爆炸发生之前就开闸放水淹没了舰首弹药库。他们的行动可能阻止了一场灾难性的爆炸，所有其他弹药库都被预防性地放水灌没。在第一次爆炸约四十分钟后，鱼雷舱附近发生了第二次爆炸，破坏了其余前舱壁的水密性。“玛丽亚皇后”号开始舰首下沉并向右倾斜。几分钟后，该舰倾覆，228名水手全部遇难。随后的调查确定，爆炸可能是硝化纤维素基推进剂分解导致自燃并最终引发火灾。
经过复杂的打捞行动，该船最终于1918年5月18日重新浮出水面，并于5月31日移入塞瓦斯托波尔北干船坞，当时舰体仍然处于翻覆状态。随后舰上的130毫米炮备拆除，但俄国革命和内战的混乱阻碍了进一步的修复工作。到了1923年，支撑舰体停放的木块已经腐烂。同年，该舰被再次打捞起并搁浅在浅水区。1925年6月，该舰获准报废并于1925年11月21日正式除籍。但直到1926年该舰才被被重新浮起并移回干船坞。舰上的炮塔在倾覆时已经从掉落，后来被打捞上来。其中两座在第二次世界大战的塞瓦斯托波尔围城战期间用作第30号海岸防御炮台以保卫城市。

## 脚注

### 引文
1. ↑  日本海人社 (2010)，第72頁.
2. 1 2  McLaughlin (2003)，第228頁.
3. ↑  Budzbon (1985)，第303頁.
4. 1 2  McLaughlin (2003)，第237頁.
5. ↑  McLaughlin (2003)，第229, 235–237頁.
6. ↑  McLaughlin (2003)，第233–234頁.
7. ↑  Silverstone (1984)，第377頁.
8. ↑  McLaughlin (2003)，第231, 242, 304–306頁.
9. ↑  McLaughlin (2003)，第306頁.
10. ↑  McLaughlin (2003)，第242, 306–307頁.
11. ↑  McLaughlin (2003)，第242, 310頁.